# Zevenaar
Zevenaar város és egyben a hasonnevű alapvető közigazgatási egység, község központja Hollandiában, Gelderland tartományban. Lakosainak száma 44 096 fő (2021. január 1.). Zevenaar Rheden, Doetinchem, Doesburg, Montferland, Duiven, Westervoort, Rijnwaarden, Bronckhorst és Emmerich am Rhein községekkel határos.

## Fekvése
Hollandia keleti részén, a német határ közelében.
Zevenaar településen a következő városrészek találhatók: Angerlo, Babberich, Giesbeek, Lathum, Ooy, Old Zevenaar, és Zevenaar, amelyben 2007 januárjára összesen 31 840 lakos élt.

## Története

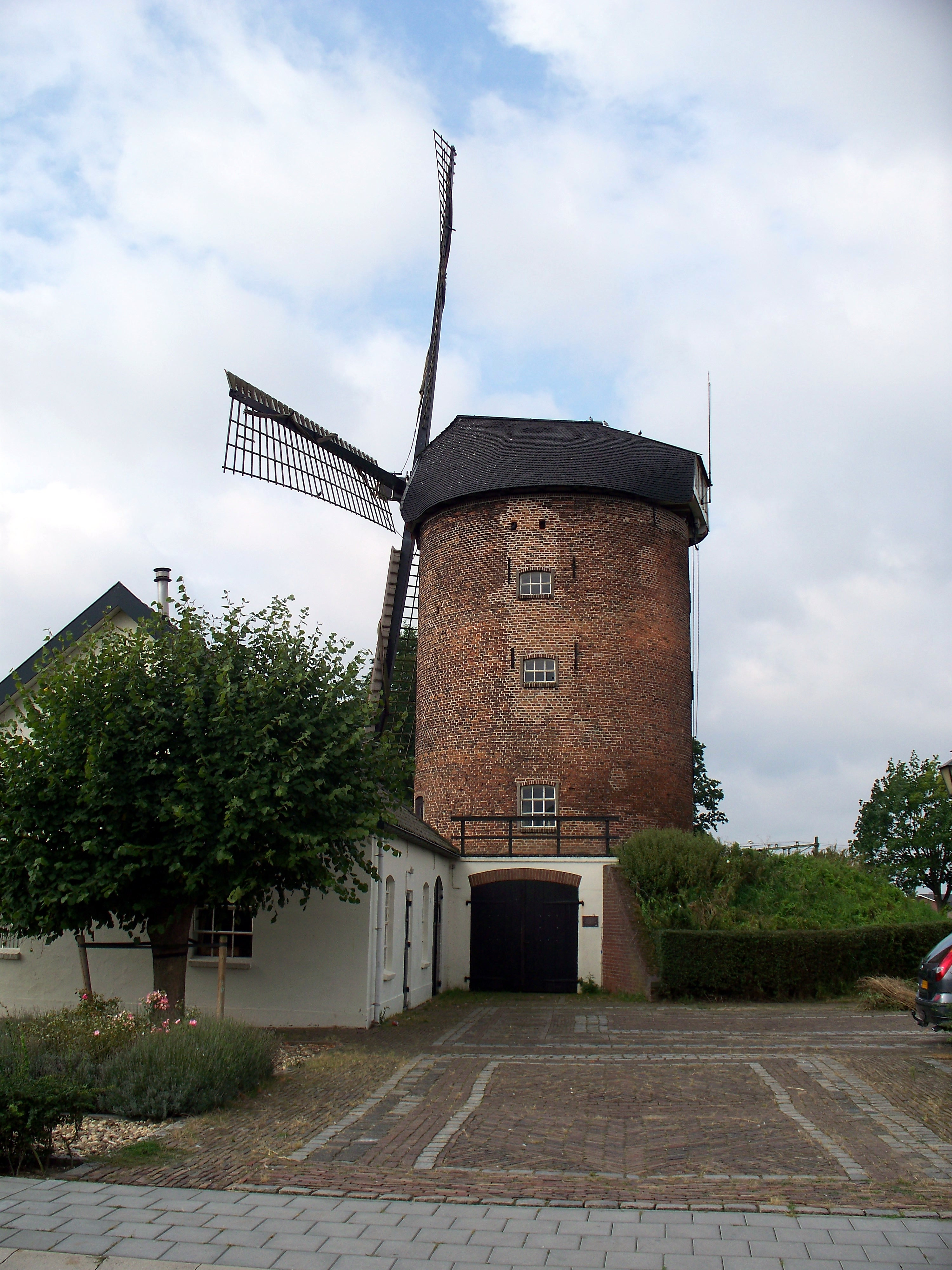
Zevenaar, szélmalom

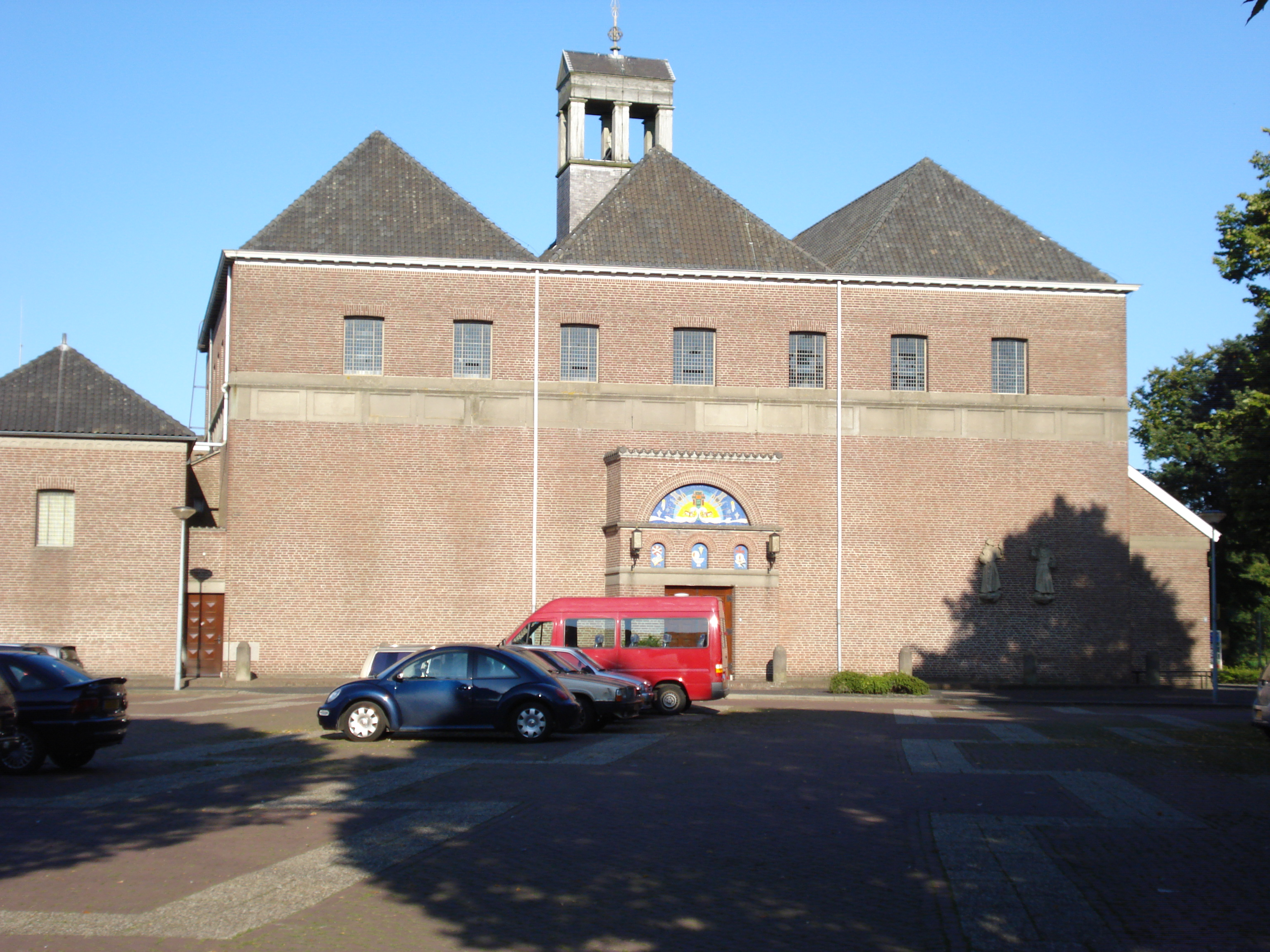
Zevenaar, Babberich Templom

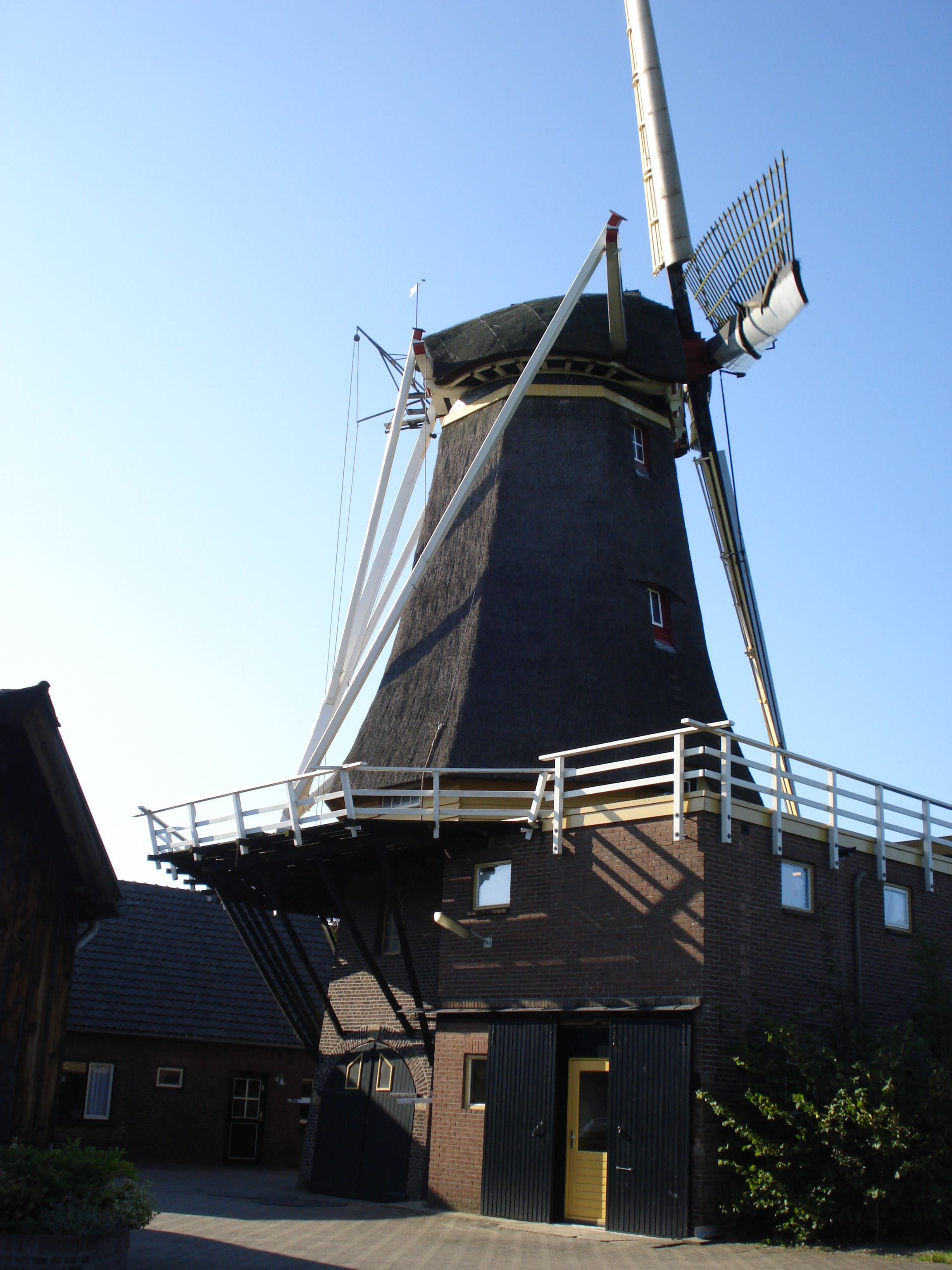
Zevenaar szélmalmainak egyike

A mai Zevenaar helyén már i. e. 700-ban állt egy kis kolónia.  1049-ben III. Henrik császár nagy mennyiségű földet adományozott 5 hadúrnak, kiknek vezetője II. Bartholomeus volt.  Ők alapították a várat, hogy megvédje a telepeseket.
1487-ben kapott Sevenaar városi jogokat. Sevenaar fontos stratégiai pont volt Gelderland és Németország határán. Sevenaer a városi jogokkal egyidőben monopóliumot szerzett a kenyér és a sör értékesítésre is a környező városokban.
Zevenaarnak 1793-ban 900 lakosa volt.
A 19. században a lakosságot a szegénység, rossz termés, betegségek és az éhezés is sújtotta. Alig volt a lehetőség a kereskedelemre és a munkára.
1856-ban, Zevenaart is sikerült összekapcsolni az európai vasútrendszerrel.
1920-ban, a városba egy cigarettagyár, a Turmac költözött, amely sok ember foglalkoztatását tette lehetővé.

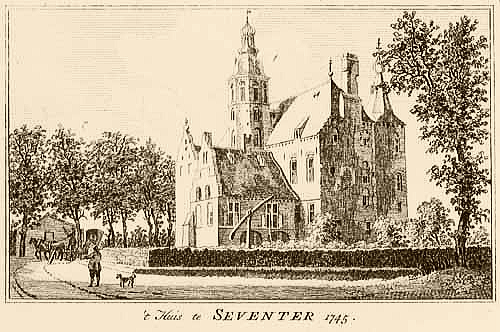
A Huis te Sevener kastély egy 1745-ből fennmaradt képen

A második világháború alatt okozott károkat is kezdték újjáépíteni, és a régi városmag köré új lakóövezetek épültek. 2000 körül még csak körülbelül 10 000 ember élt Zevenaarban, de 2005-re ez a szám több mint kétszeresére emelkedett, ekkorra a városnak már 22 500 lakosa volt.

## Háztartások száma
Zevenaar háztartásainak száma az elmúlt években az alábbi módon változott:
| Háztartások száma | 13 954 | 14 189 | 14 358 | 14 420 | 14 475 | 14 532 |
|                   | 2010   | 2011   | 2012   | 2013   | 2014   | 2015   |

## Nevezetességek
- Szent Andrásról elnevezett római katolikus temploma - a 15. század második felében épült
- Holland Református Egyház Nagyboldogasszonyról elnevezett 15. századból való temploma
- Szent Mártonról elnevezett római katolikus templom
- Szélmalmok

## Testvérvárosok
- Mátészalka Magyarország